# Emmie Charayron
Emmie Charayron (Lió, 17 de gener de 1990) és una esportista francesa que va competir en triatló, guanyadora de tres medalles al Campionat Europeu de Triatló entre els anys 2011 i 2016.

## Palmarès internacional
| Campionat Europeu | Campionat Europeu     | Campionat Europeu | Campionat Europeu |
| Any               | Lloc                  | Medalla           | Prova             |
| ----------------- | --------------------- | ----------------- | ----------------- |
| 2011              | Pontevedra ( Espanya) | 1                 | Individual        |
| 2012              | Eilat ( Israel)       | 3                 | Individual        |
| 2015              | Ginebra ( Suïssa)     | 1                 | Relleu mixt       |